# ویلا دونیا
ویلا دونیا (به ایتالیایی: Villa d'Ogna) یک کومونه در ایتالیا است که در استان برگامو واقع شده‌است. ویلا دونیا ۵٫۲ کیلومتر مربع مساحت و ۱٬۸۹۱ نفر جمعیت دارد و ۵۴۲ متر بالاتر از سطح دریا واقع شده‌است.